# Église Saint-Étienne de Ségovie
L’église de Saint-Étienne (espagnol : iglesia de San Esteban) est une église romane de la ville espagnole de Ségovie, bâtie au XIIe siècle. Elle se signale par sa tour de 56 mètres de hauteur, la plus haute de ce style dans la péninsule ibérique.

## Description
L'église, située sur la place du même nom de la ville, possède un portique sur sa façade méridionale avec dix arches médiévales. L'intérieur, reconstruit au XVIIIe siècle après un incendie, est de style baroque.

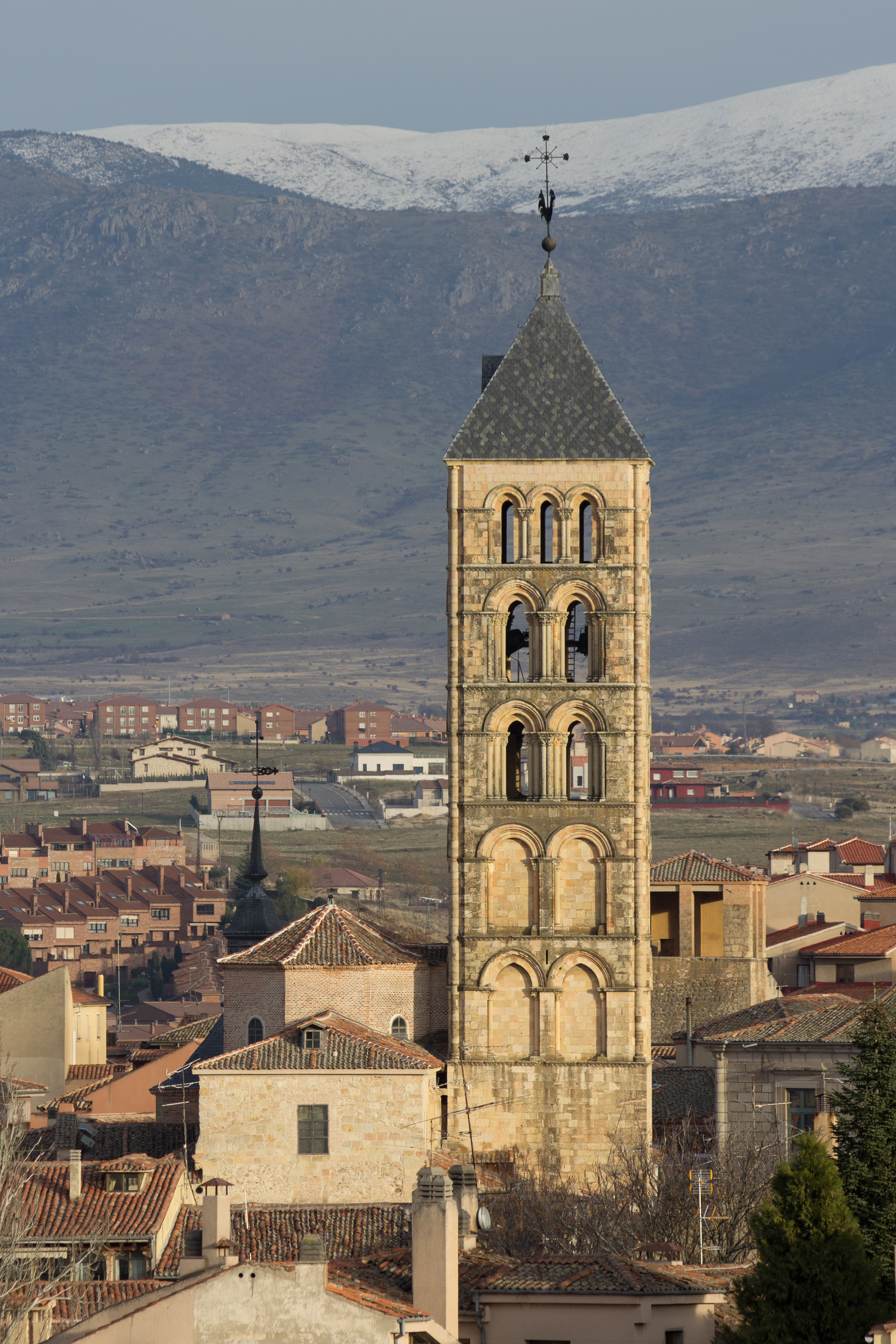
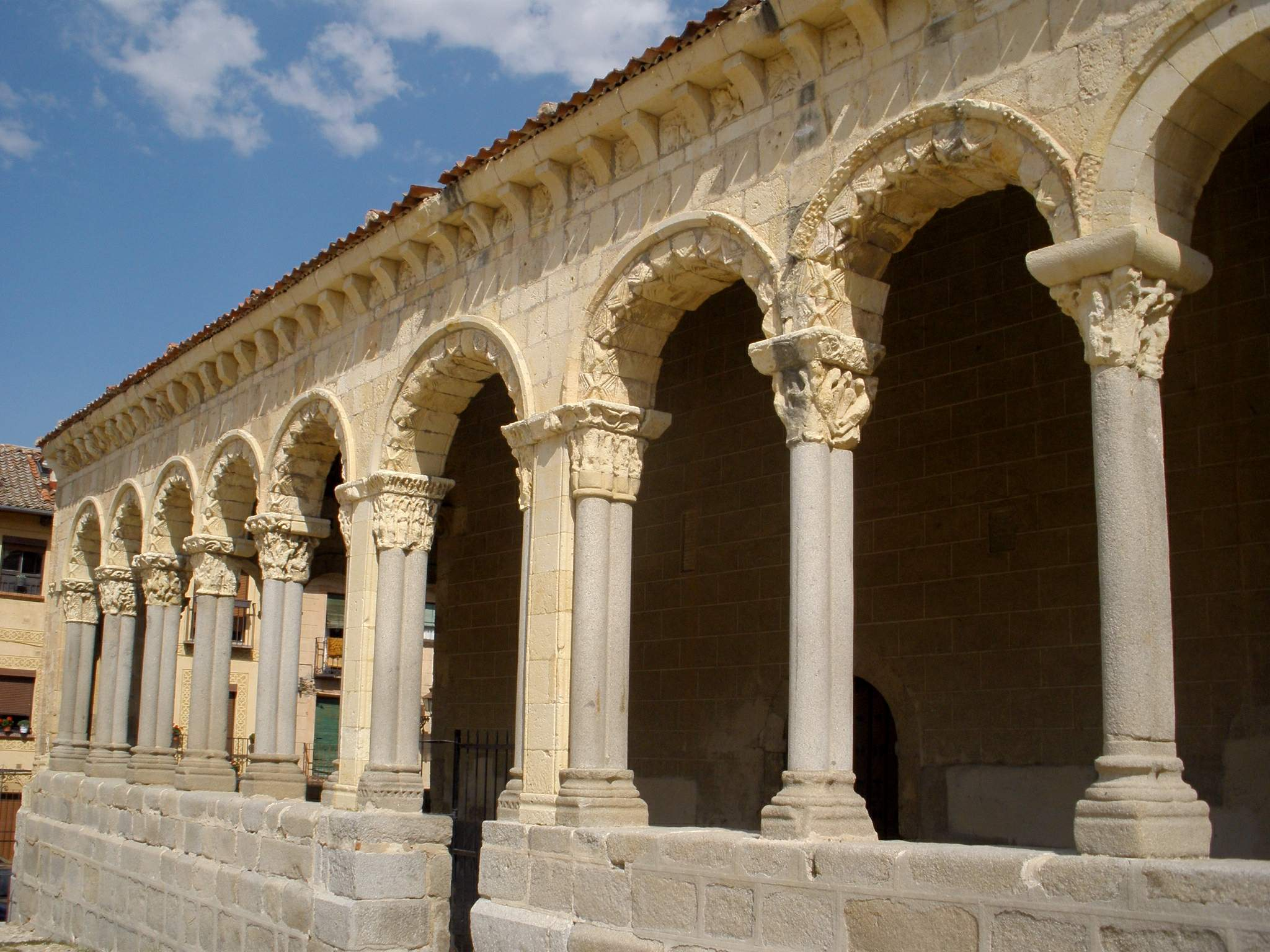
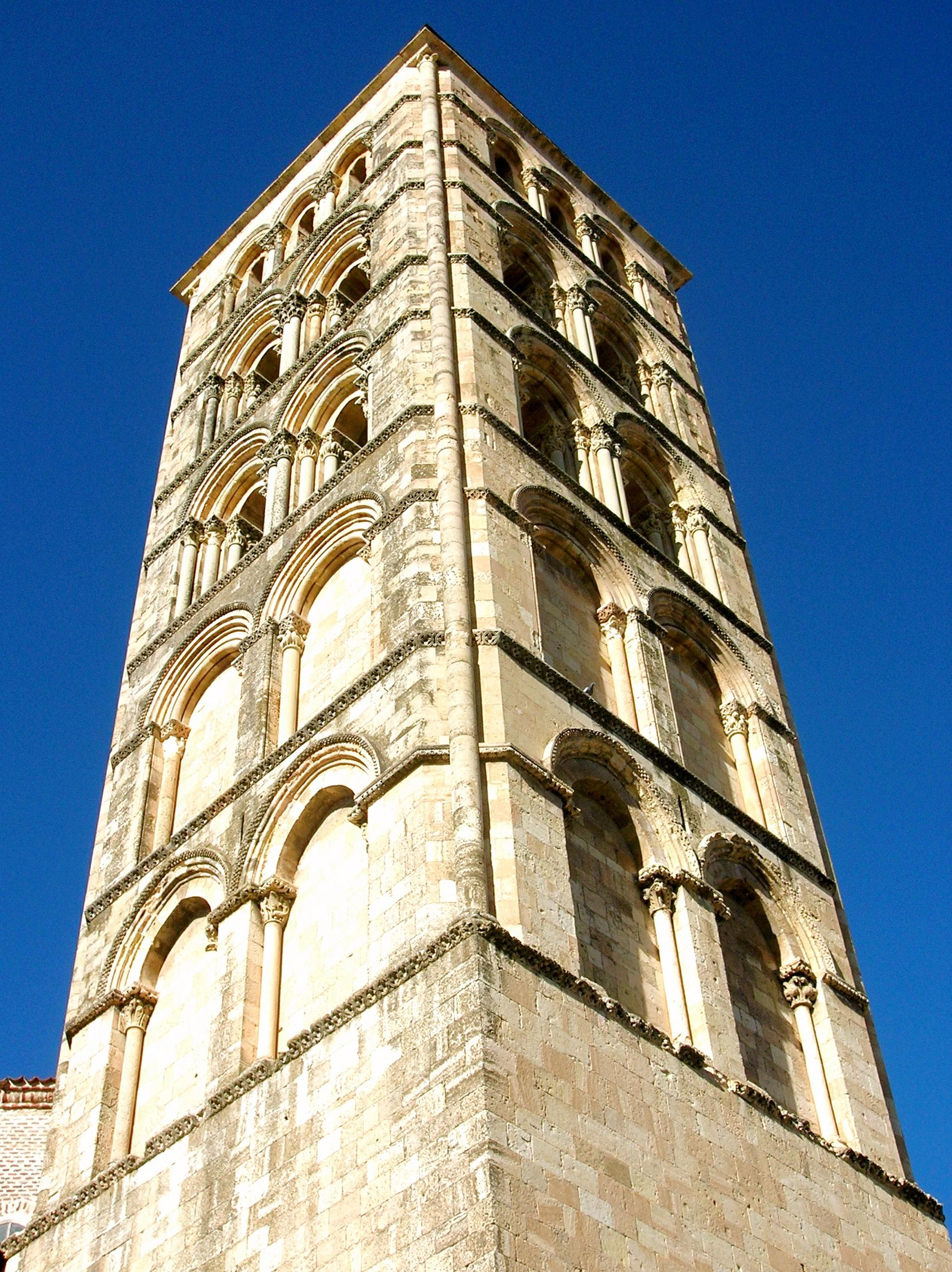
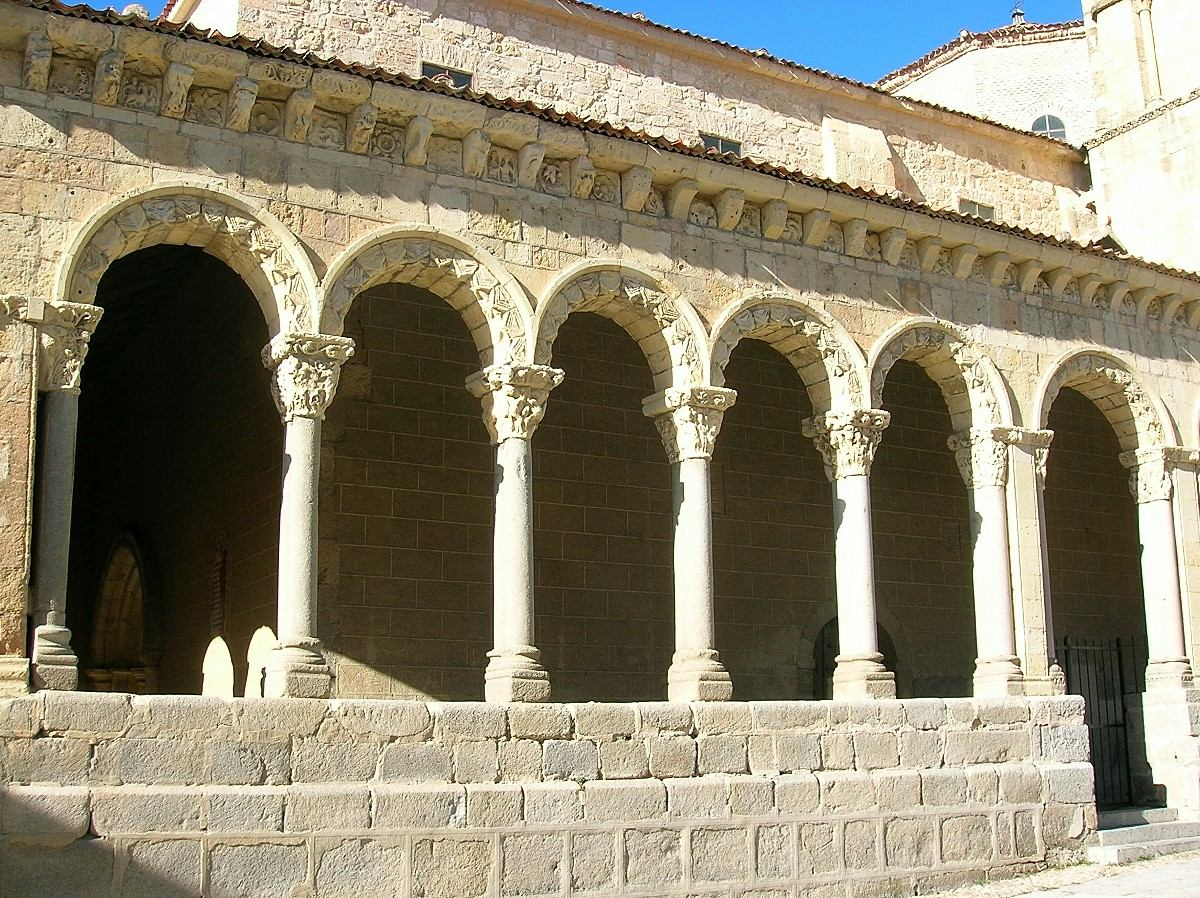